# Бут Юрій Григорович
Юрій Григорович Бут (нар. 26 лютого 1940, місто Кагарлик Кагарлицького району Київської області) — український радянський компартійний діяч. Кандидат у члени ЦК КПУ в 1986—1990 роках. Депутат Верховної Ради УРСР 11-го скликання.

## Біографія
Закінчив Українську сільськогосподарську академію.
У 1962—1979 роках — інженер-конструктор, майстер, начальник дільниці, начальник відділу, головний інженер, директор Корсунь-Шевченківського верстатобудівного заводу Черкаської області.
Член КПРС з 1965 року.
Закінчив Вищу партійну школу при ЦК КПУ.
У 1979—1983 роках — 1-й секретар Корсунь-Шевченківського районного комітету КПУ Черкаської області. У 1983 — січні 1984 року — інспектор ЦК КПУ.
21 січня 1984 — жовтень 1986 року — 2-й секретар Черкаського обласного комітету КПУ.
До 1 лютого 2000 працював заступником міністра праці та соціальної політики України. З 2000 — на пенсії.

## Нагороди
- ордени
- медалі